# Tăvădărești, Bacău
Tăvădărești este un sat în comuna Dealu Morii din județul Bacău, Moldova, România.